# 北九州市立小倉総合特別支援学校
北九州市立小倉総合特別支援学校(きたきゅうしりつこくらそうごうとくべつしえんがっこう)とは福岡県北九州市小倉南区にある肢体不自由と病弱(慢性疾患等)を対象とした特別支援学校である。 

## 概要
北九州市小倉南区にあり、肢体不自由と病弱(慢性疾患等)を対象にした特別支援学校で北九州市立総合療育センターに隣接しており、国立病院機構小倉医療センター、九州労災病院、北九州市立医療センターの3病院に院内学級を持っている。

## 沿革
2016年（平成28年）4月1日、北九州市立企救特別支援学校と北九州市立北九州特別支援学校を統合し開校。